# Paula Sevilla
Paula Sevilla López-Vieja (* 28. Juni 1997 in La Solana) ist eine spanische Leichtathletin, die sich auf den Sprint spezialisiert hat.

## Sportliche Laufbahn
Erstmals bei einer internationalen Meisterschaft trat Paula Sevilla bei den Junioreneuropameisterschaften 2015 in Eskilstuna an, bei denen sie im 200-Meter-Lauf mit 25,61 s in der ersten Runde ausschied. Im Jahr darauf nahm sie mit der spanischen 4-mal-100-Meter-Staffel an den U20-Weltmeisterschaften in Bydgoszcz teil und belegte dort in 44,99 s den sechsten Platz, ehe sie 2017 bei den U23-Europameisterschaften ebendort in 43,96 s die Goldmedaille mit der Staffel gewann und im 100-Meter-Lauf mit 11,99 s in der ersten Runde ausschied. Im Jahr darauf siegte sie bei den U23-Mittelmeermeisterschaften in Jesolo in 11,41 s über 100 Meter und gewann mit der Staffel in 45,28 s die Bronzemedaille. Anschließend erreichte sie bei den Mittelmeerspielen in Tarragona in 23,34 s Rang fünf über 200 Meter und gewann mit der Staffel in 43,31 s die Silbermedaille hinter dem Team aus Frankreich. Über 200 Meter qualifizierte sie sich zudem erstmals für die Europameisterschaften in Berlin, bei denen sie mit 23,91 s in der Vorrunde ausschied, während sie mit der Staffel mit 43,54 s im Finale auf Rang acht landete. 2019 siegte sie bei den U23-Mittelmeerhallenmeisterschaften in Miramas in 7,43 s im 60-Meter-Lauf und schied anschließend bei den Halleneuropameisterschaften in Glasgow mit 7,44 s in der ersten Runde aus. Im Juli belegte sie bei den U23-Europameisterschaften in Gävle in 23,52 s den vierten Platz und gelangte mit der Staffel in 44,56 s auf Rang sechs. 2021 startete sie bei den Halleneuropameisterschaften in Toruń über 60 Meter und schied dort mit 7,44 s im Vorlauf aus. Anfang Mai verpasste sie bei den World Athletics Relays im polnischen Chorzów mit 44,38 s den Finaleinzug in der 4-mal-100-Meter-Staffel. Im Jahr darauf belegte sie bei den Ibero-Amerikanischen Meisterschaften in La Nucia in 11,48 s den vierten Platz über 100 Meter und wurde mit der Staffel disqualifiziert und anschließend belegte sie bei den Weltmeisterschaften in Eugene mit 42,58 s im Finale den fünften Platz und stellte damit einen neuen Landesrekord auf. Im August schied sie bei den Europameisterschaften in München mit 23,19 s im Halbfinale über 200 Meter aus und gelangte im Staffelbewerb mit 43,03 s auf den vierten Platz.
2023 wurde sie bei der 1. Liga der Team-Europameisterschaft im Rahmen der Europaspiele in Chorzów in 23,23 s Siebte über 200 Meter und gewann mit der 4-mal-100-Meter-Staffel in 43,13 s ligenübergreifend die Bronzemedaille hinter den Teams aus den Niederlanden und Polen. Anschließend schied sie bei den Weltmeisterschaften in Budapest mit 42,96 s im Vorlauf mit der Staffel aus. Im Jahr darauf wurde sie bei den World Athletics Relays in Nassau in 42,88 s Dritte im A-Lauf in der 2. Qualifikationsrunde über 4-mal 100 Meter und verpasste damit eine Direktqualifikation für die Olympischen Spiele in Paris. Anschließend schied sie bei den Europameisterschaften in Rom mit 23,19 s im Semifinale über 200 Meter aus und belegte im Staffelbewerb in 42,84 s den fünften Platz. Im August verpasste sie bei den Olympischen Sommerspielen in Paris mit 42,77 s den Finaleinzug mit der Staffel. 2025 gewann sie bei den Halleneuropameisterschaften in Apeldoorn mit Landesrekord von 50,99 s die Bronzemedaille im 400-Meter-Lauf hinter der Niederländerin Lieke Klaver und Henriette Jæger aus Norwegen. Zudem belegte sie mit der 4-mal-400-Meter-Staffel in 3:25,68 min den vierten Platz.
In den Jahren 2019 und 2020 wurde Sevilla spanische Meisterin im 100-Meter-Lauf sowie 2018, 2020 und von 2022 bis 2024 in der 4-mal-100-Meter-Staffel und 2022 über 200 Meter. In der Halle wurde sie 2017 und 2020 sowie 2022 und 2023 Meisterin über 200 Meter und 2021 siegte sie über 60 Meter sowie 2025 über 400 Meter.

## Persönliche Bestzeiten
- 100 Meter: 11,35 s (+1,5 m/s), 26. Juni 2021 in Getafe
  - 60 Meter (Halle): 7,29 s, 21. Februar 2021 in Madrid
- 200 Meter: 22,85 s (+0,1 m/s), 30. Juli 2023 in Torrent
  - 200 Meter (Halle): 23,13 s, 17. Februar 2024 in Ourense
  - 300 Meter (Halle): 37,19 s, 19. Dezember 2021 in Madrid (spanischer Rekord)
- 400 Meter: 58,77 s, 19. Dezember 2015 in Madrid
  - 400 Meter (Halle): 50,99 s, 8. März 2025 in Apeldoorn (spanischer Rekord)